# 胡安·卡亚索
胡安·卡亚索（西班牙語：Juan Cayasso，1961年6月24日—），哥斯达黎加男子足球运动员，司职中场。他曾代表哥斯达黎加国家队参加1990年国际足联世界杯，结果队伍止步十六强赛。